# Sergio Cortelezzi
Sergio Cortelezzi (Florida, 9 de septiembre de 1994) es un futbolista uruguayo que juega de delantero en el Centro Atlético Fénix.

## Trayectoria
A los 16 años, debutó en un clásico amistoso contra Peñarol en el año 2011, marcándole un tanto, y también ha formado parte de la selección sub-15, con la que disputó el Sudamericano sub-15 en 2009, jugado en Bolivia.
También participó del Mundial sub-17 en 2010 en México, en donde Uruguay salió vicecampeón. En 2013 emigró a Italia en condición de futbolista libre, habiendo jugado solo algunos amistosos en el primer equipo de Nacional.

## Selección nacional
| Copa                     | Sede    | Resultado    |
| ------------------------ | ------- | ------------ |
| Sudamericano Sub-15 2009 | Bolivia | Cuarto lugar |
| Mundial Sub-17 2011      | México  | Subcampeón   |

## Clubes
| Club                      | País    | Año       |
| ------------------------- | ------- | --------- |
| Nacional                  | Uruguay | 2013      |
| US Lecce                  | Italia  | 2013-2014 |
| Clodiense S.S.D. (cedido) | Italia  | 2014      |
| FC Lugano                 | Suiza   | 2014-2015 |
| FC Chiasso                | Suiza   | 2015-2016 |
| FC Le Mont LS             | Suiza   | 2016-2017 |
| FC Wil 1900               | Suiza   | 2017-2019 |
| AC Bellinzona             | Suiza   | 2019-2020 |
| Yverdon-Sport FC          | Suiza   | 2020-2021 |
| AC Bellinzona             | Suiza   | 2021-2023 |
| FC Ceahlăul Piatra Neamț  | Rumania | 2023-2024 |
| Centro Atlético Fénix     | Uruguay | 2024-act. |

## Palmarés

### Títulos nacionales
| Título           | Club      | País  | Año       |
| ---------------- | --------- | ----- | --------- |
| Challenge League | FC Lugano | Suiza | 2014-2015 |